# 塔奇克馬
塔奇克馬(日語：タチコマ)是日本漫畫家士郎正宗所創作的作品《攻殼機動隊》系列極其衍伸作品中出現的具有高度人工智慧的步行戰車，共有九部部署於公安九課，它們是類似蜘蛛的多腳戰車，並配備了能自我學習的人工智能，這蜘蛛造型的設計也出現在士郎正宗的其他作品中，如蘋果核戰。